# ألسيستر
ألسيستر (داكوتا الجنوبية) (بالإنجليزية: Alcester, South Dakota)‏ هي مدينة تقع في الولايات المتحدة في مقاطعة يونيون، داكوتا الجنوبية. يقدر عدد سكانها بـ 807 نسمة ومساحتها 0.85 كم2 وترتفع عن سطح البحر 419 متر.

## التركيبة السكانية
قام مكتب تعداد الولايات المتحدة بتحديد بيانات التركيبة السكانية لألسيسترفي تعداد الولايات المتحدة. في ما يلي، التركيبة السكانية حسب تعدادي 2000 و2010.

### تعداد عام 2000
بلغ عدد سكان ألسيستر 880 نسمة بحسب تعداد عام 2000، وبلغ عدد الأسر 388 أسرة وعدد العائلات 233 عائلة مقيمة في المدينة. في حين سجلت الكثافة السكانية 2,590.8 نسمة لكل ميل مربع (1,000.3/كم2). وبلغ عدد الوحدات السكنية 430 وحدة بمتوسط كثافة قدره 1,266.0 نسمة لكل ميل مربع (488.8/كم2).
وتوزع التركيب العرقي للمدينة بنسبة 98.41% من البيض و 0.23% من الأمريكيين الأصليين و 0.91% من الأمريكيين ذوي الأصول الآسيوية و 0.45% من عرقين مختلطين أو أكثر.
بلغ عدد الأسر 388 أسرة كانت نسبة 25.0% منها لديها أطفال تحت سن الثامنة عشر تعيش معهم، وبلغت نسبة الأزواج القاطنين مع بعضهم البعض 53.4% من أصل المجموع الكلي للأسر، ونسبة 5.7% من الأسر كان لديها معيلات من الإناث دون وجود شريك، وكانت نسبة 39.7% من غير العائلات. تألفت نسبة 36.9% من أصل جميع الأسر من أفراد ونسبة 24.7% كانوا يعيش معهم شخص وحيد يبلغ من العمر 65 عاماً فما فوق. وبلغ الحجم الوسطي للأسر 2.72، أما الحجم الوسطي للعائلات فبلغ 2.10.
بلغ العمر الوسطي للسكان 48 عاماً. وكانت نسبة 18.9% من القاطنين تحت سن الثامنة عشر، وكانت نسبة 5.8% بين الثامنة عشر والأربعة وعشرون عاماً، ونسبة 19.9% كانت واقعةً في الفئة العمرية ما بين الخامسة والعشرون حتى والأربعة وأربعون عاماً، ونسبة 22.2% كانت ما بين الخامسة والأربعون حتى الرابعة والستون، ونسبة 33.3% كانت ضمن فئة الخامسة والستون عاماً فما فوق. يوجد لكل 100 أنثى 74.6 ذكر، ويوجد لكل 100 أنثى في الثامنة عشر من عمرها فما فوق 71.6 ذكر.
بلغ متوسط دخل الأسرة في المدينة 29,432 دولار، أما متوسط دخل العائلة فبلغ 44,286 دولار. وكان متوسط دخل الذكور 28,047 دولار مقابل 21,167 دولار للإناث. وسجل دخل الفرد الخاص بالمدينة 16,593 دولار. وكانت نسبة 6.5% من العائلات ونسبة 7.9% من السكان تحت خط الفقر،

### تعداد عام 2010
بلغ عدد سكان ألسيستر 807 نسمة بحسب تعداد عام 2010، وبلغ عدد الأسر 352 أسرة وعدد العائلات 218 عائلة مقيمة في المدينة. في حين سجلت الكثافة السكانية 2,445.5 نسمة لكل ميل مربع (944.2/كم2). وبلغ عدد الوحدات السكنية 408 وحدة بمتوسط كثافة قدره 1,236.4 لكل ميل مربع (477.4/كم2).
وتوزع التركيب العرقي للمدينة بنسبة 97.4% من البيض و 0.2% من الأمريكيين الأصليين و 0.7% من الأمريكيين ذوي الأصول الآسيوية و 0.1% من الأمريكيين الأفارقة و 1.2% من عرقين مختلطين أو أكثر.
بلغ عدد الأسر 352 أسرة كانت نسبة 25.6% منها لديها أطفال تحت سن الثامنة عشر تعيش معهم، وبلغت نسبة الأزواج القاطنين مع بعضهم البعض 49.4% من أصل المجموع الكلي للأسر، ونسبة 9.9% من الأسر كان لديها معيلات من الإناث دون وجود شريك، بينما كانت نسبة 2.6% من الأسر لديها معيلون من الذكور دون وجود شريكة وكانت نسبة 38.1% من غير العائلات. تألفت نسبة 33.0% من أصل جميع الأسر من أفراد ونسبة 18.8% كانوا يعيش معهم شخص وحيد يبلغ من العمر 65 عاماً فما فوق. وبلغ الحجم الوسطي للأسر 2.72، أما الحجم الوسطي للعائلات فبلغ 2.16.
بلغ العمر الوسطي للسكان 48.8 عاماً. وكانت نسبة 21.8% من القاطنين تحت سن الثامنة عشر، وكانت نسبة 3.2% بين الثامنة عشر والأربعة وعشرون عاماً، ونسبة 20.1% كانت واقعةً في الفئة العمرية ما بين الخامسة والعشرون حتى والأربعة وأربعون عاماً، ونسبة 27.8% كانت ما بين الخامسة والأربعون حتى الرابعة والستون، ونسبة 27.1% كانت ضمن فئة الخامسة والستون عاماً فما فوق. وتوزع التركيب الجنسي للسكان بنسبة 47.8% ذكور و52.2% إناث.